# Айхенберг (Йена)
Айхенберг (нем. Eichenberg) — община в Германии, в земле Тюрингия. 
Входит в состав района Заале-Хольцланд. Подчиняется управлению Зюдлихес Залеталь.  Население составляет 434 человека (на 31 декабря 2010 года). Занимает площадь 11,56 км².